# Priapatios
Priapatios de Partia (en persa: فریاپت‎) o Arsaces III Priapatios gobernó el Imperio parto desde 185 a. C. hasta 170 a. C. Era sobrino nieto de Arsaces I de Partia, fundador del reino.

## Filiación
Según Marco Juniano Justino, la sucesión de Arsaces II correspondió a Priapatios; quien habría sido apoyado por un golpe de estado de la nobleza parta contra Arsaces II por su debilidad ante Antíoco III. A pesar de esta afirmación los historiadores modernos no le dan validez, pues Arsaces II acabó su reinado en el 185a.C. una veintena de años después del tratado con Antíoco III Megas (209a.C.).
Justino no menciona (41.5.8-9) la relación entre Arsaces II y Priapatios; sin embargo gracias al descubrimiento de un ostracon en Nisa, primera capital parta, por los soviéticos en 1955 se demostró la relación familiar entre los dos primeros reyes arsácidas y Priapatios.

Línea 1 ṠNT IC XX XX X III III I 'rṡk MLK' BRY B'RY Z'Y 'Pryptk Línea 2 BRY 'HY BRY 'ZY' 'rṡk
 Traducción: Línea 1 Año 157 AE (90-91 a. C.). Rey Arsaces, nieto de Priapatios; Línea 2 hijo de sobrino de Arsaces

Este ostracon fechado en el reinado de Gotarces I (91-87 a. C.), nieto de Priapatios, confirmaría la relación familiar entre Arsaces I, Arsaces II y Priapatios a través de un hermano de Arsaces, posiblemente Tirídates mencionado por Flavio Arriano. En otra línea, Justino (41.6.9) afirma que Arsaces I era bisabuelo de Mitrídates I (también hijo de Priapatios), si exceptuamos un error de traducción entre proavus y propatruus (bisabuelo/ tío abuelo), podríamos establecer varias relaciones:
- Priapatios podría ser hijo de un hijo de Tirídates y una hija de Arsaces I.
- Priapatios pudo haberse casado con una nieta de Arsaces I.
- Por último, Priapatios podría haber sido nieto de Arsaces I y Tirídates, y casarse con una hija de Arsaces II.

En cuanto a la cuestión de porqué el poder pasó a una rama colateral, algunos autores argumentan que posiblemente Arsaces II perdiera a sus hijos mayores en la guerra contra Antíoco III Megas, y quedándole sólo nietos menores (para el Zoroastrismo la mayoría de edad está en los 15 años) tuviera que ceder la regencia-reinado a su rama colateral más próxima.
Fue padre de cinco reyes partos: Fraates I (168-165 a. C.), Mitrídates I (165-132 a. C.), Bagasis (127 a. C.), Artabano I (127-122 a. C.) y Mitrídates II (122-91 a. C.).